# Megalneusaure
El megalneusaurus (Megalneusaurus) és un gènere representat per una única espècie de plesiosaure pliosauroide, que va viure en el Juràssic superior, en el que avui és Estats Units.
El gènere i l'espècie tipus es van basar en costelles, vèrtebres, una pala davantera i fragments de la cintura pectoral descobertes a la Formació Sundance a Wyoming, EUA el 1895. L'espècie es va anomenar Megalneusaurus rex (que significa "gran rei sargantana nedadora") el 1898. No obstant això, una part d'aquest material s'ha perdut des d'aleshores, tot i que s'ha descobert material nou al mateix lloc. Segons la mida molt gran dels ossos, sembla haver crescut fins a una mida comparable a la de Liopleurodon.